# Fourcinet
Fourcinet, est une ancienne commune de la Drôme située à 3 km de Beaurières et qui forme avec plusieurs autres hameaux et villages la commune réunie de Val-Maravel. Le regroupement de communes avec La Bâtie-Crémezin et Le Pilhon a été décidé en 1972. Un immense territoire, peu d'habitants, quelques agriculteurs.